# Le Libertaire
Le Libertaire foi um periódico anarquista criado primeiramente em Nova Iorque em 1858 por Joseph Déjacque. desapareceu em 1861. Reapareceu em 1892 em Argel, e depois de 1893-1894 em Saint-Josse-ten-Noode, Bélgica. Em 16 de Novembro de 1895, é restabelecido por Sébastien Faure, o fundador da escola anarquista La Ruche e Louise Michel, a ex-combatente da Comuna de Paris, como um semanário Libertário que se tornará um dos principais meios de comunicação da imprensa anarquista de seu tempo, junto com o The Times e The New Social.